# Rolf Björklund
Rolf Björklund (2 oktober 1938) is een Zweeds voormalig voetballer die bij voorkeur als verdediger speelde.

## Carrière
Björklund begon met voetballen bij Malmö FF in 1960. Björklund heeft in totaal 192 wedstrijden gespeeld en 1 doelpunt gemaakt bij zijn club. Hij beëindigde zijn voetbalcarrière in 1970.
Björklund maakte zijn debuut voor Zweden in 1965. Björklund heeft 12 wedstrijden gespeeld voor de nationale ploeg.